# Unió cel·lular
Les unions cel·lulars o complexos d'unió, són una classe d'estructures cel·lulars que consisteixen en complexos multiproteics que proporcionen contacte o adhesió entre cèl·lules veïnes o entre una cèl·lula i la matriu extracel·lular en animals. També mantenen la barrera paracel·lular de l'epiteli i controlen el transport paracel·lular. Les unions cel·lulars són especialment abundants als teixits epitelials. Combinades amb molècules d'adhesió cel·lular i matriu extracel·lular, les unions cel·lulars ajuden a mantenir les cèl·lules animals unides.
Les unions cel·lulars també són especialment importants per permetre la comunicació entre cèl·lules veïnes mitjançant complexos de proteïnes especialitzats anomenats unions comunicants (gap). Les unions cel·lulars també són importants per reduir l'estrès sobre les cèl·lules.
A les plantes, els canals de comunicació similars es coneixen com a plasmodesmes, i als fongs s'anomenen porus septals.

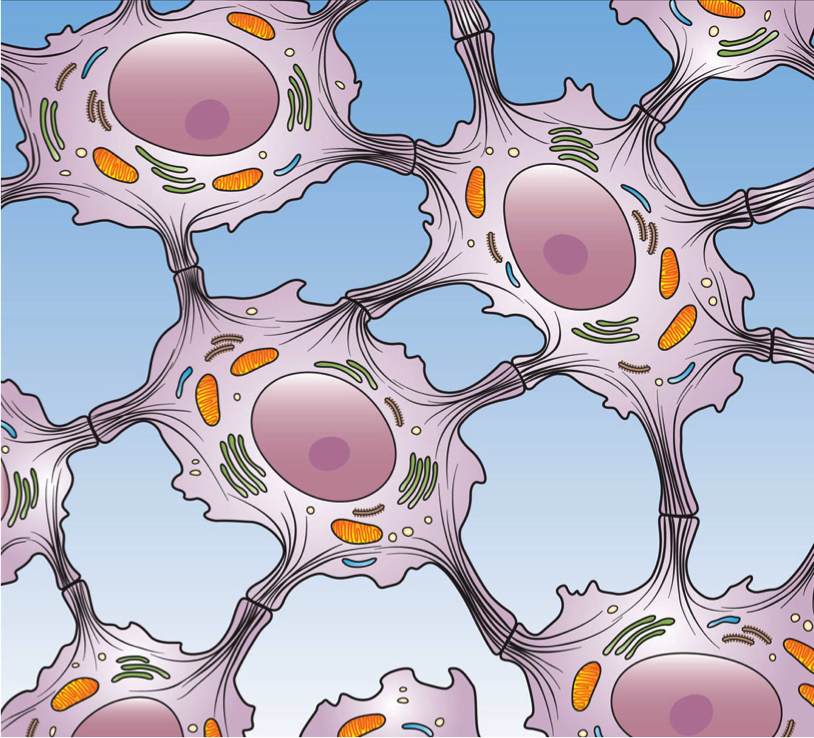
Aquesta imatge mostra una unió desmosoma entre cèl·lules de la capa epidèrmica de la pell.

## Tipus
En els vertebrats, hi ha tres tipus principals d'unió cel·lular:
- Unions adherents, desmosomes i hemidesmosomes (unions d'ancoratge)
- Unions gap (unió comunicant)
- Unions estretes (unions oclusives)

Els invertebrats tenen altres tipus d'unions específiques, per exemple, les unions septades o la unió apical de C. elegans. En les plantes pluricel·lulars, les funcions estructurals de les unions cel·lulars les proporcionen les parets cel·lulars. Els anàlegs de les unions cel·lulars comunicatives de les plantes s'anomenen plasmodesmes.